# Tryphosuchus
Tryphosuchus kinelensis
Genre
Espèce
Tryphosuchus est genre éteint d'amphibiens temnospondyles de la famille des Archegosauridae, ayant vécu durant le milieu du Permien, dans ce qui actuellement la Russie européenne.